# Reevesite
La reevesite (simbolo IMA: Rvs) è un raro minerale del supergruppo dell'idrotalcite, oltre che del gruppo dell'idrotalcite, appartenente alla classe dei "carbonati e nitrati" con composizione chimica Ni6Fe3+2(CO3)(OH)16 • 4(H2O) e quindi, da un punto di vista chimico, è un idrato carbonato di nichel-ferro con ioni idrossido aggiuntivi; è l'analogo del nichel della piroaurite.

## Etimologia e storia
La reevesite è stata scoperta per la prima volta insieme alla cassidyite in campioni minerali del meteorite di Wolf Creek, che è stato trovato nel 1947 nel cratere di Wolfe Creek vicino a Halls Creek nell'Australia occidentale. Il frammento del meteorite originale, che probabilmente è stato pesantemente alterato dall'impatto di 300 000 anni fa, appartiene alla classe dei meteoriti di ferro del tipo medio ottaedrite IIIAB e pesava 760 kg.
L'analisi e la descrizione iniziale della reevesite e della cassidyite furono effettuate da John S. White Jr., E.P. Henderson e Brian Mason, che chiamarono il minerale in onore del geologo esploratore Frank Reeves (1886-1986),che aveva trovato il meteorite di Wolf Creek nel 1947. Nel 1966, i tre studiosi inviarono i risultati dei loro saggi e il nome scelto all'Associazione Mineralogica Internazionale (IMA) per la revisione, che riconobbe la reevesite come specie minerale separata col numero di ingresso 1966-025. La prima descrizione è stata pubblicata l'anno successivo sulla rivista American Mineralogist.

## Classificazione
Nella Sistematica dei lapis (Lapis-Systematik) di Stefan Weiß, che è stata rivista e aggiornata l'ultima volta nel 2018, e che si basa ancora sull'ottava edizione della sistematica di Strunz per considerazione verso i collezionisti privati e le collezioni istituzionali, al minerale è stato assegnato il sistema e al minerale nº V/E.03-60. In questa sistematica ciò corrisponde alla classe dei "carbonati idrati, con anioni estranei", dove la reevesite forma il "gruppo dell'idrotalcite" insieme a comblainite, desautelsite, fougèrite, idrotalcite, karchevskyite, mössbauerite, putnisite, piroaurite, sergeevite, stichtite, takovite e trébeurdenite.
La nona edizione della sistematica dei minerali di Strunz, che è stata aggiornata l'ultima volta dall'IMA nel 2009, classifica la reevesite nella classe "5. Carbonati (nitrati)" e da lì nella sottoclasse "5.D Carbonati con anioni aggiuntivi, con H2O"; questa è ulteriormente suddivisa in base alla dimensione relativa dei cationi coinvolti, in modo che il minerale possa essere trovato nella suddivisione ""5.DA Con cationi di media dimensione" in base alla sua composizione, dove forma il sistema nº 5.DA.50 insieme a comblainite, desautelsite, takovite, idrotalcite, piroaurite e stichtite.
Nell'edizione successiva, continuata dal database "mindat.org" e chiamata Classificazione Strunz-mindat, la reevesite conserva la medesima collocazione che aveva nell'edizione precedente.
Anche la classificazione dei minerali secondo Dana, che viene utilizzata principalmente nel mondo anglosassone, classifica la reevesite nella classe dei "carbonati, nitrati e borati" e lì nella sottoclasse dei "carbonati – idrossile o alogeno". Qui si trova insieme alla comblainite e alla takovite nel "gruppo dell'idrotalcite-sjögrenite (sottogruppo dell'idrotalcite: romboedrico)" con il sistema nº 16b.06.03.

## Abito cristallino
La reevesite cristallizza nel sistema trigonale nel gruppo spaziale R3m (gruppo nº 166) con i parametri del reticolo a = 3,08 Å e c = 22,77 Å così come 3/8 unità di formula per cella unitaria.

## Origine e giacitura
La reevesite si forma come prodotto di trasformazione in meteoriti di ferro-nichel altamente alterate, ma può anche essere formata dalla conversione della violarite in minerali di nichel nella zona di contatto tra quarzite e rocce ultramafiche, e sulla cromatite. A seconda del sito di ritrovamento, possono essere trovati altri minerali di accompagnamento come apatite, goethite, honessite, idrohonessite, jarosite, lipscombite, maghemite contenente nichel, nimite, opale, serpentine ricche di nichel, theophrastite, trevorite ferruginosa e willemseite.
Essendo una rara formazione mineraria, la reevesite è stata rilevata solo in pochi luoghi, con un totale di circa 50 siti sparsi in tutto il mondo. Oltre alla sua località tipo, il meteorite di Wolf Creek trovato vicino a Halls Creek nell'Australia occidentale, la reevesite è stata trovata anche nei seguenti meteoriti:
- Rowena, una condrite di classe H6 scoperta nel Nuovo Galles del Sud nel 1962;
- Willow Grove, un'atassite trovata nel 1995 nella contea di Baw Baw, nello Stato di Victoria, Australia;
- Santa Catharina (anche Morro do Rocio), un meteorite di ferro del gruppo IAB trovato nel 1875 vicino a São Francisco do Sul in Brasile;
- Morasko, un meteorite di ferro (ottaedrite) del gruppo IIICD scoperto nel 1914 vicino all'omonimo villaggio nel voivodato della Grande Polonia
- Dronino, un meteorite di ferro trovato nell'aprile 2000 nell'Oblast' di Rjazan, nella Russia centrale;
- Wabar (anche al-Hadida, Nedzed, Nejd, Nejed o Wadee Banee Khaled), un meteorite di ferro del gruppo IIIAB scoperto nel 1863 nell'omonima area craterica, Arabia Saudita;
- Canyon Diablo, un meteorite di ferro del gruppo IAB-MG trovato nel 1891 nella contea di Coconino, in Arizona.

Inoltre, la reevesite si trova anche in vari siti terrestri. In Italia è stata trovata a: Castel di Casio, Gaggio Montano, Monterenzio, Frassinoro e Berceto (Emilia Romagna); a Borzoli (Liguria); a Lanzada (Lombardia); a Craveggia (Piemonte); a Gonnosfanadiga (Sardegna); nel Rio Ardenza (Livorno, Toscana).
In Germania, il minerale è stato trovato nelle miniere abbandonate di Rotenbach vicino a Feldberg nel Baden-Württemberg e di Friedrichssegen vicino a Bad Ems in Renania-Palatinato.
In Austria, il minerale è noto per i tunnel "Daniel" e "Barbara" nel distretto minerario di Schwarzleo nel comune di Leogang, nel Salisburghese.
In Svizzera, la reevesite è stata trovata vicino a Heidbach vicino a Obersolis nel Canton Grigioni, così come sul Geisspfad vicino alla valle di Binn e nei comuni di Ayer e Saint-Luc nel Canton Vallese.
Inoltre, il minerale è stato rinvenuto, tra l'altro, nella miniera di nichel di San Santiago vicino a Jagüé nel dipartimento di Vinchina (Argentina), in varie miniere di minerali di nichel in Tasmania e nell'Australia occidentale, nella miniera di "El Dragón" nel dipartimento di Potosí in Bolivia, nell'ex distretto minerario di Laurio nella regione greca dell'Attica (Grecia), vicino a Inveraray e a Unst in Scozia, e nelle contee statunitensi di Cochise, Coconino, Calaveras, Fresno, San Benito e Luna.

## Forma in cui si presenta in natura
La reevesite sviluppa tavolette pseudoesagonali fino a circa 0,1 mm di dimensione, ma si trova anche sotto forma di aggregati a grana fine con una lucentezza perlacea sulle superfici. Il minerale è traslucido e di colore da giallo chiaro a giallo-verdastro, ma può anche apparire giallo dorato in strati sottili. Anche il colore del suo striscio è giallo.